# Winifred Edgcumbe
Winifred Edgcumbe (m. 11 de junho de 1694)  foi uma nobre britânica. Ela foi senhora Coventry de Aylesborough pelo seu casamento com Thomas Coventry, 5.° Barão Coventry de Aylesborough, futuro conde de Coventry.

## Família
Winifed foi a filha de do coronel Piers Edgcumbe, um membro do parlamento que lutou na Guerra civil inglesa em 1645, e de Mary Glanville. Os seus avós paternos eram Sir Richard Edgcumbe e Mary Cotteel. O seu avô paterno era Sir John Glanville da vila de Broadclyst, em Devon.
Ela teve dois irmãos: Sir Richard, marido de Anne Montagu, e Katherine, esposa de Baynham Throckmorton, 3.° Baronete Throckmorton de Tortworth.

## Biografia
Winifred casou-se o barão Thomas Coventry, em 1660. Thomas era filho de Thomas Coventry, 2.° Barão  Coventry de Aylesborough e de Mary Craven.
Winifred recebeu o título de senhora Coventry de Aylesborough em 25 de julho de 1867. Porém, ela faleceu antes de o barão adquirir o título de conde de Coventry.
O casal teve apenas dois filhos.
Ela faleceu em 11 de junho de 1694, e foi enterrada na Igreja de São Jaime, em Londres.

## Descendência
- Thomas Coventry, 2.° Conde de Coventry (c. 1662 – agosto de 1710), sucessor do pai. Foi marido de Anne Somerset, com quem teve um filho;
- Gilbert Coventry, 4.° Conde de Coventry (c. 1668 – 27 de outubro de 1719), sucessor do sobrinho. Sua primeira esposa foi Dorothy Keyt, com quem teve uma filha, e sua segunda esposa foi Anne Master.